# موتور أورنغ هوتي
موتور أورنغ هوتي (بالإنجليزية: Mowtowr-e Owrang Huti)‏ هي منطقة سكنية تقع في سيستان وبلوتشستان في إيران. يقدر عدد سكانها بـ 83 نسمة .